# Мері Т. Мігер
Мері Т. Мігер (англ. Mary T. Meagher, 27 жовтня 1964) — американська плавчиня.
Олімпійська чемпіонка 1984 року, призерка 1988 року.
Чемпіонка світу з водних видів спорту 1982, 1986 років.
Переможниця Пантихоокеанського чемпіонату з плавання 1985 року.
Переможниця Панамериканських ігор 1979, 1983 років.
Переможниця літньої Універсіади 1985 року.